# Ashley Ausburn
Ashley Catherine Ausburn (* 10. April 1998 in Atlanta, Georgia) ist eine US-amerikanische ehemalige Kinderdarstellerin.

## Leben
Ausburn gab ihr Schauspieldebüt in der Fernsehserie iCarly. Außerdem spielte sie 2008 unter anderen neben Adam Sandler, Kevin James und Chris Rock in Leg dich nicht mit Zohan an, 2009 in Die nackte Wahrheit neben Katherine Heigl und Gerard Butler.

## Filmografie (Auswahl)

### Filmauftritte
- 2008: Leg dich nicht mit Zohan an (You Don't Mess with the Zohan)
- 2008: The Human Contract
- 2009: Die nackte Wahrheit (The Ugly Truth)

### Fernsehauftritte
- 2007: iCarly (Fernsehserie, 2 Episoden)
- 2008: My Name Is Earl (Fernsehserie, 1 Episode)
- 2010: I Didn’t Know I Was Pregnant (Fernsehserie, 1 Episode)